# SMS Admiral Spaun
El SMS Admiral Spaun fue un crucero ligero, único en su clase, de la Armada austrohúngara, botado en 1909 y alistado en 1910. El buque recibió su nombre en honor a Hermann von Spaun (1833-1919), desde 1897 comandante de la Flota austrohúngara y de la sección naval del Ministerio de la Guerra de la Kaiserliche und Königliche Kriegsmarine (Imperial y Real Marina de Guerra).

## Concepción
Hacia finales del siglo XIX y principios del XX, los países con grandes armadas empezaron a construir cruceros exploradores rápidos como los cruceros británicos de la Clase Pelorus o el italiano Quarto. 
El diseño del nuevo buque austro-húngaro se inició en 1906, y entró en servicio activo en 1910. El buque era un rápido crucero explorador de 3.500 t, con una ligera cintura acorazada y propulsado por turbinas.
La experiencia en tiempos de guerra, demostró que los cañones de 100 mm, instalados en el crucero, eran inferiores para las necesidades del momento, y los planes para reemplazarlos por unos de mayor calibre fueron desestimados por problemas durante la guerra. En 1915, el número de tubos lanzatorpedos fue incrementado a 8.
Otros tres buques fueron construidos con especificaciones similares a las del Admiral Spaun, pero con diferente propulsión y un aumento del armamento. Estos tres buques formaron la Clase Novara.

## Historia operacional
El Admiral Spaun entró en servicio activo poco antes de iniciarse la Primera Guerra Mundial, en la que tomó parte activa. 
Tras la guerra, el crucero fue transferido a Italia, y participó en el desfile naval para la celebración del Día de la Victoria, el 25 de marzo de 1919, en Venecia.
Más tarde, fue entregado a Gran Bretaña, como parte de las reparaciones de guerra, y vendido a una compañía italiana para su desguace, en 1922.